# Емилий Александър
Емилий Александър (на латински: Aemilius Alexander) е римски управител (praeses provinciae Thraciae) на провинция Тракия от края на III век сл. Хр. Произлиза от знатния римски род Емилии.